# Kościół Najświętszego Serca Pana Jezusa w Mysłowicach
Kościół Najświętszego Serca Pana Jezusa w Mysłowicach – rzymskokatolicki kościół parafialny, w Mysłowicach, w województwie śląskim. Należy do dekanatu Mysłowice archidiecezji katowickiej.

## Historia

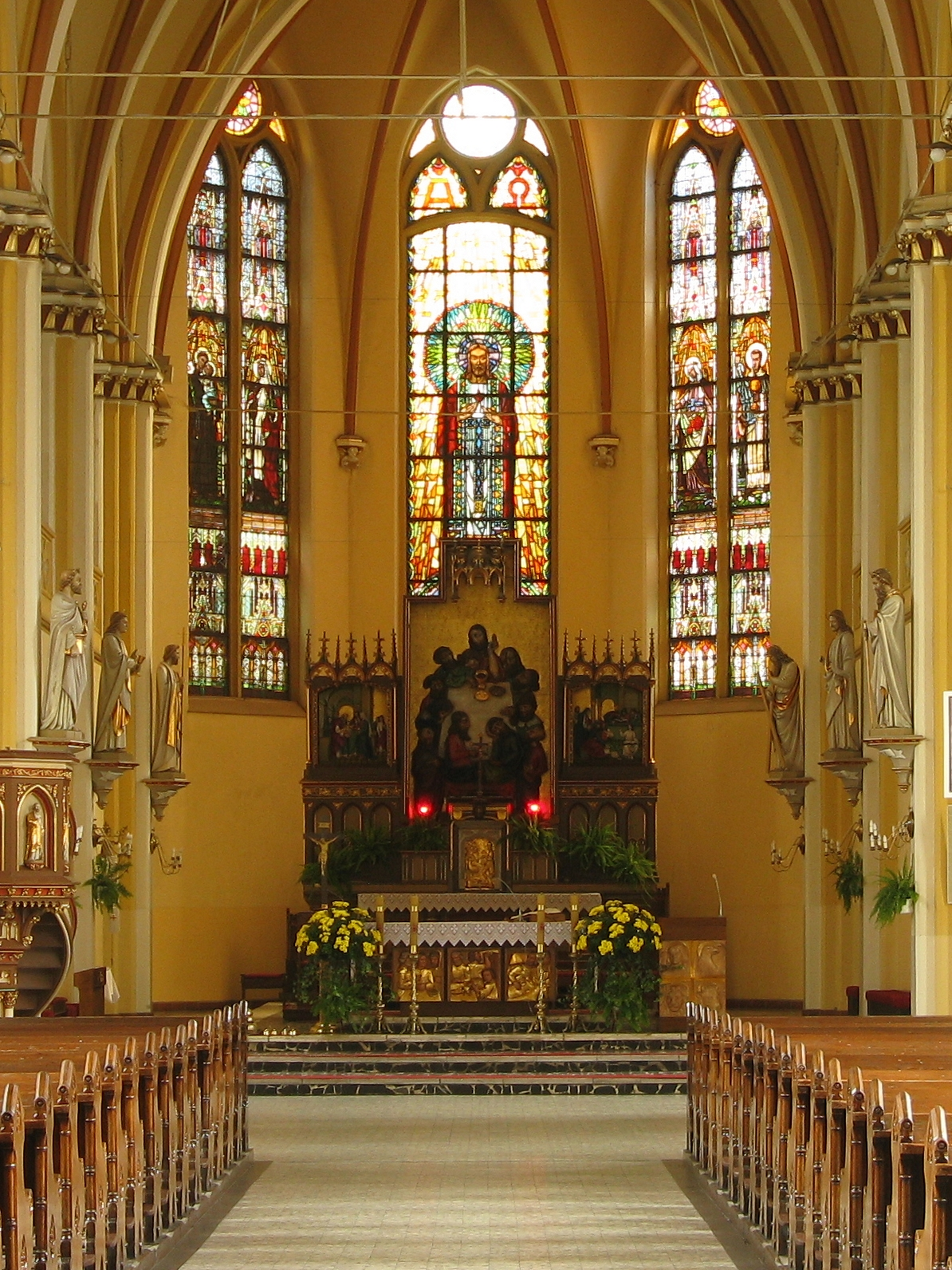
Wnętrze świątyni (2018)

W kwietniu 1888 roku rozpoczęto prace budowlane. Po zaledwie 3 miesiącach mury były już wybudowane kilka metrów nad ziemią i kardynał Georg Kopp został zaproszony do poświęcenia i wmurowania kamienia węgielnego. W październiku 1889 roku kościół był wykończony w stanie surowym (oprócz wieży). W 1891 roku, po trzech latach budowy, ogromna neogotycka świątynia została ukończona i wspomniany wyżej kardynał Kopp, został zaproszony do konsekrowania nowej budowli. Niestety, biskup nie mógł przybyć i w jego zastępstwie aktu poświęcenia dokonał dziekan mysłowicki, ks. Jan Michalski z Lipin. Poświęcenie odbyło się w dniu 17 września 1891 roku, w uroczystości uczestniczyli parafianie i wierni z okolicznych miejscowości. Świątynia została konsekrowana w 1895 roku przez kardynała Koppa i odtąd zaczęła pełnić rolę kościoła parafialnego zastępując kościół Narodzenia Najświętszej Maryi Panny. Całkowity koszt budowy wyniósł 220 000 marek, ale nie była to ogromna suma, jak na taką dużą budowlę. Świątynia powstała w stylu neogotyckim, z trzema nawami, nawą poprzeczną (transeptem) i 70-metrową wieżą.